# West Country

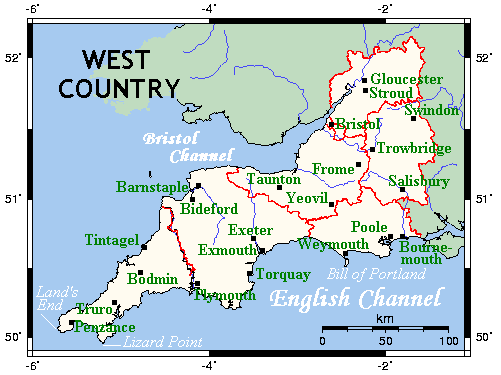
Một cách nhìn nhận về West Country, trong bản đồ này tương đương với vùng Tây Nam nước Anh, gồm các hạt Bristol, Cornwall, Devon, Dorset, Gloucestershire, Somerset và Wiltshire.

West Country là một vùng định nghĩa không rõ ràng nằm ở tây nam nước Anh. Vùng này thường bao gồm Cornwall, Devon, Dorset, Somerset, có khi cả Bristol, Gloucestershire và Wiltshire, thuộc vùng Tây Nam, và thậm chí Herefordshire. Vùng này có phương ngữ và giọng tiếng Anh riêng.